# Saltos ornamentais no Campeonato Mundial de Esportes Aquáticos de 2009 - Trampolim 1 m individual feminino
A prova de trampolim 1m individual feminino dos saltos ornamentais no Campeonato Mundial de Esportes Aquáticos de 2009 foi realizada no dia 19 de julho no Stadio del Nuoto em Roma.
A competição foi composta de duas fases. Na primeira, as 29 atletas executaram cinco saltos, avaliados por sete juízes. As doze atletas mais bem colocadas se classificaram para a final. A cada nova fase, os resultados da fase anterior são desconsiderados. Na final, as atletas executaram mais cinco saltos.

## Calendário
| Fase         | Data     |
| ------------ | -------- |
| Eliminatória | 19/julho |
| Final        | 19/julho |

## Medalhistas
| Ouro                  | Prata           | Bronze         |
| Julia Pakhalina (RUS) | Wu Minxia (CHN) | Wang Han (CHN) |

## Resultados

### Eliminatória
Esses foram os resultados da primeira fase:
| Posição | Atleta                         | Saltos | Saltos | Saltos | Saltos | Saltos | Total  |
| Posição | Atleta                         | 1      | 2      | 3      | 4      | 5      | Total  |
| ------- | ------------------------------ | ------ | ------ | ------ | ------ | ------ | ------ |
| 1       | RUS Julia Pakhalina            | 60,00  | 56,35  | 70,20  | 61,20  | 67,60  | 315,35 |
| 2       | CHN Wu Minxia                  | 54,00  | 56,35  | 63,60  | 58,50  | 59,80  | 292,25 |
| 3       | ITA Tania Cagnotto             | 61,20  | 51,75  | 56,25  | 57,20  | 58,80  | 285,20 |
| 4       | CHN Wang Han                   | 54,00  | 59,80  | 57,50  | 56,40  | 54,60  | 282,30 |
| 5       | ITA Maria Elisabetta Marconi   | 55,20  | 58,50  | 55,20  | 48,00  | 58,50  | 275,40 |
| 6       | CAN Melanie Rinaldi            | 56,40  | 47,15  | 62,40  | 50,40  | 54,60  | 270,95 |
| 7       | USA Christina Loukas           | 54,00  | 54,60  | 48,30  | 51,60  | 55,90  | 264,40 |
| 8       | AUS Sharleen Stratton          | 56,40  | 42,90  | 55,20  | 50,40  | 58,50  | 263,40 |
| 9       | GBR Rebecca Gallantree         | 56,40  | 41,40  | 58,50  | 50,70  | 54,60  | 261,60 |
| 10      | CAN Jennifer Abel              | 56,40  | 41,40  | 58,50  | 50,70  | 54,60  | 261,60 |
| 11      | AUT Veronika Kratochwil        | 51,60  | 49,40  | 48,30  | 46,80  | 55,90  | 252,00 |
| 12      | GER Katja Dieckow              | 54,60  | 46,80  | 42,55  | 49,20  | 54,00  | 247,15 |
| 13      | GER Carolin Bürger             | 46,80  | 39,10  | 51,60  | 52,80  | 54,60  | 244,90 |
| 14      | USA Brittany Viola             | 46,80  | 32,40  | 58,50  | 48,30  | 58,80  | 244,80 |
| 15      | MAS Mun Yee Leong              | 44,40  | 54,60  | 42,55  | 50,40  | 50,70  | 242,65 |
| 16      | UKR Anna Pysmenska             | 37,20  | 55,90  | 51,75  | 50,40  | 43,75  | 239,00 |
| 17      | UKR Alevtyna Korolyova         | 56,40  | 52,00  | 43,70  | 30,00  | 53,30  | 235,40 |
| 18      | AUS Alexandra Croak            | 55,20  | 36,40  | 50,60  | 43,20  | 48,75  | 234,15 |
| 19      | COL Diana Isabel Pineda Zuleta | 48,00  | 39,00  | 51,60  | 41,40  | 48,10  | 228,10 |
| 20      | MEX Arantza Chavez             | 51,60  | 37,95  | 42,00  | 49,40  | 45,50  | 226,45 |
| 21      | RUS Anastasia Pozdniakova      | 52,80  | 38,00  | 49,45  | 46,80  | 36,40  | 224,45 |
| 22      | NED Raisa Geurtsen             | 44,00  | 51,60  | 50,40  | 31,05  | 46,80  | 223,85 |
| 23      | JPN Sayaka Shibusawa           | 44,85  | 43,20  | 41,60  | 40,30  | 50,40  | 220,35 |
| 24      | ESP Leyre Eizaguirre           | 54,00  | 31,20  | 41,40  | 46,80  | 40,30  | 213,70 |
| 25      | TPE Huang EnTien               | 42,00  | 35,10  | 43,70  | 45,60  | 46,20  | 212,60 |
| 26      | MAC Choi Sut Ian               | 43,20  | 24,70  | 44,85  | 39,60  | 48,75  | 201,10 |
| 27      | MAC Lei Sio I                  | 50,40  | 26,00  | 42,55  | 33,60  | 35,00  | 187,55 |
| 28      | HUN Piroska Flóra Gondos       | 46,80  | 38,50  | 36,00  | 27,60  | 34,50  | 183,40 |
| 29      | SRB Marija Ivezic              | 43,20  | 39,00  | 43,20  | 20,70  | 36,75  | 182,85 |

### Final
Esses foram os resultados da final:
| Posição           | Atleta                       | Saltos | Saltos | Saltos | Saltos | Saltos | Total  |
| Posição           | Atleta                       | 1      | 2      | 3      | 4      | 5      | Total  |
| ----------------- | ---------------------------- | ------ | ------ | ------ | ------ | ------ | ------ |
| Medalha de ouro   | RUS Julia Pakhalina          | 64,80  | 58,65  | 70,20  | 61,20  | 70,20  | 325,05 |
| Medalha de prata  | CHN Wu Minxia                | 61,20  | 62,10  | 61,20  | 61,10  | 66,30  | 311,90 |
| Medalha de bronze | CHN Wang Han                 | 57,60  | 63,70  | 56,35  | 60,00  | 66,30  | 303,95 |
| 4                 | ITA Tania Cagnotto           | 56,40  | 51,75  | 53,75  | 66,30  | 68,40  | 296,60 |
| 5                 | AUS Sharleen Stratton        | 56,40  | 59,80  | 51,75  | 56,40  | 59,80  | 284,15 |
| 6                 | ITA Maria Elisabetta Marconi | 54,00  | 48,10  | 55,20  | 50,40  | 61,10  | 268,80 |
| 7                 | GBR Rebecca Gallantree       | 57,60  | 44,85  | 58,50  | 54,60  | 52,00  | 267,55 |
| 8                 | USA Christina Loukas         | 50,40  | 59,80  | 49,45  | 61,20  | 45,50  | 266,35 |
| 9                 | GER Katja Dieckow            | 53,30  | 54,60  | 48,30  | 51,60  | 57,60  | 265,40 |
| 10                | CAN Melanie Rinaldi          | 57,60  | 47,15  | 58,50  | 52,80  | 40,30  | 256,35 |
| 11                | AUT Veronika Kratochwil      | 54,00  | 54,60  | 32,20  | 46,80  | 50,70  | 238,30 |
| 12                | CAN Jennifer Abel            | 54,00  | 54,60  | 48,30  | 32,40  | 47,50  | 236,80 |